# Mi hai fatto fare tardi
Mi hai fatto fare tardi è un singolo della cantante italiana Nina Zilli,  pubblicato il 26 maggio 2017 come primo estratto dal quarto album in studio Modern Art.
Il brano, nato dalla collaborazione fra la cantante stessa, Dardust, Calcutta e Tommaso Paradiso, è prodotto da Michele Canova Iorfida.

## Video musicale
Il video è stato reso disponibile sul canale ufficiale VEVO della cantante il 26 maggio 2017.